# Aeroporto Internazionale di Halifax
L'Aeroporto Internazionale di Halifax, anche conosciuto come Aeroporto Internazionale Stanfield (IATA: YHZ, ICAO: CYHZ), è un aeroporto canadese situato a Enfield, nella Contea di Hants, a circa 30 km a nord dal centro della città di Halifax, capitale della provincia della Nuova Scozia, raggiungibile percorrendo la Highway 102.
L'aeroporto, di proprietà della Transport Canada e gestito dalla Halifax International Airport Authority (HIAA), effettua attività secondo le regole e gli orari sia IFR che VFR ed è aperto al traffico commerciale. È intitolato alla memoria del politico Robert Stanfield.
La struttura può essere utilizzata anche come pista di atterraggio di emergenza per la navetta spaziale Space Shuttle.

## Dati tecnici
La struttura è posta all'altitudine di 145 m / 477 ft sul livello del mare ed è dotata di un terminal passeggeri e due piste, la prima, con orientamento 05/23, con fondo in asfalto e calcestruzzo lunga 2 682 m e larga 61 m (8 800 x 200 ft), e la seconda, con orientamento 14/32, con fondo in asfalto lunga 2 347 x 61 m (7 700 x 200 ft), entrambe dotate di sistemi di assistenza all'atterraggio, ovvero di impianto di illuminazione ad alta intensità (HIRL), di indicatore di angolo di approccio PAPI e segnalazione della zona di touchdown (TDZL), nella seconda oltre all'HIRL l'impianto luminoso di fine pista (REIL).